# Нобелова награда за физику
Нобелова награда за физику додељује се сваке године научницима који раде на разним пољима физике. Једна је од пет Нобелових награда које су основане 1895. године по тестаменту Алфреда Нобела, а додељује је Шведска краљевска академија наука за изузетне доприносе у физици. Како је настала вољом Алфреда Нобела, наградом управља Нобелова фондација, а додељује ју одбор који се састоји од пет чланова изабраних од стране Шведске краљевске академије наука. Додељује се у Стокхолму на годишњој церемонији 10. децембра, на годишњицу смрти Алфреда Нобела. Сваки добитник добија медаљу, диплому и новчану награду која се мењала током година.
Прва Нобелова награда за физику додељена је 1901. године Вилхелму Конраду Рендгену, који је добио 150.782 шведске круне. Џон Бардин је једини двоструки добитник—1956. и 1972. године. Марија Кири је такође добила две Нобелове награде, за физику 1903. и за хемију 1911. године. Вилијам Лоренс Браг је, до октобра 2014. године, био најмлађи Нобеловац икада; освојио је награду 1915. године, са 25 година. И даље је најмлађи Нобеловац за физику. Само су три добитнице ове награде, и то Марија Кири (1903), Марија Геперт-Мајер (1963) и Дона Стрикланд (2018). До 2018. године, 209 особа добило је Нобелову награду за физику.
Награда није додељивана 6 пута (1916, 1931, 1934, 1940, 1941, 1942). Осам пута је додела награде одгођена за следећу годину. Награда није додељена 1917. године јер је Нобелов одбор за физику одлучио да те године ниједан номиновани научник није испуњавао потребне критеријуме, али је додељена 1918. године Чарлсу Гловеру Баркли и рачунала се за 1917. годину. Овај преседан поновљен је и за награду 1918. године која је додељена Максу Планку, као и 1921. године Алберту Ајнштајну, 1924. године Манеу Сигбану, 1925. године Џејмсу Франку и Густаву Херцу, 1928. године Овену Ричардсону, 1932. године Вернеру Хајзенбергу и 1943. године Отоу Штерну, при чему је свака награда додељена наредне године.

## Историја
Алфред Нобел је у свом тестаменту изнео жељу да се његово богатство користи за стварање низа награда за оне који дају „највећу корист човечанству” у областима физике, хемије, мира, физиологије или медицине и књижевности. Иако је Нобел написао неколико тестамената током свог живота, последњи је написан годину дана пре смрти и потписан је у Шведско-норвешком клубу у Паризу 27. новембра 1895. Нобел је оставио 94% своје укупне активе, 31 милион шведских круна (198 милиона долара, 176 милиона евра у 2016. години), да би успоставило и додељивало пет Нобелових награда. Због нивоа скептицизма око тестамента, тек 26. априла 1897. године је Стортинг (норвешки парламент) то одобрио. Извршитељи његове воље били су Рагнар Солман и Рудолф Лилјекист, који су основали Нобелову фондацију како би се побринули за Нобелово богатство и организовали награде.